# Estación de Pijijiapan
Pijijiapan será una estación de trenes que se encuentra en Pijijiapan, Chiapas.

## Historia
El ferrocarril llegó a la estación de Pijijiapan el 8 de marzo de 1906, esto sobre la línea del Ferrocarril Panamericano que desde 1908 comunicó a los poblados de las costas de Chiapas y del Soconusco con la frontera de Guatemala y con la línea del Ferrocarril del Istmo de Tehuantepec. En 1907 estaban tendidos 394 kilómetros de vía, entre San Jerónimo y Huehuetán, pasando por donde se localiza la estación Pijijiapan.